# Thai Elephant Orchestra
Thai Elephant Orchestra je hudební soubor sestávající ze slonů. Jeho sídlo je nedaleko thajského města Lampang. Sloni hrají improvizovanou hudbu, částečně podle lidských pokynů, na speciálně sestavené hudební nástroje (jde o zvětšené verze tradičních thajských nástrojů). Založili jej ochránce slonů Richard Lair a hudebník David Soldier. V letech 2002 až 2011 uskupení vydalo tři alba (vydavatelství Mulatta Records): The Thai Elephant Orchestra (2002), Elephonic Rhapsodies (2005) a Water Music (2011).